# Medalla Daly

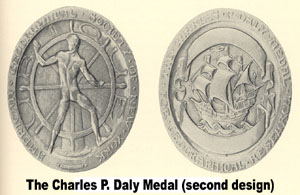
Medalla Daly

La Medalla Charles P. Daly fue establecida en 1902 por voluntad del juez Charles P. Daly, presidente de la American Geographical Society de 1864 a 1899. Estipuló que fuera otorgada por la Sociedad "por servicios o trabajos geográficos valiosos o distinguidos".

## Premiados
- 1902 Robert E. Peary
- 1906 Thorvald Thoroddsen
- 1908 George Davidson
- 1909 Charles Chaillé-Long
- 1909 William W. Rockhill
- 1910 Grove Karl Gilbert
- 1912 Roald Amundsen
- 1913 Alfred H. Brooks
- 1914 Albrecht Penck
- 1915 Paul Vidal de la Blache
- 1917 George G. Chisholm
- 1918 Vilhjalmur Stefansson
- 1920 George Otis Smith
- 1922 Adolphus Washington Greely
- 1922 Ernest de K. Leffingwell
- 1922 Francis Younghusband
- 1924 Claude H. Birdseye
- 1924 Knud Rasmussen
- 1925 Robert A. Bartlett
- 1925 David L. Brainard
- 1927 Alois Musil
- 1929 Émile-Félix Gautier
- 1929 Filippo de Filippi
- 1930 Nelson H. Darton
- 1930 Lauge Koch
- 1930 Joseph B. Tyrrell
- 1931 Gunnar Isachsen
- 1935 Roy Chapman Andrews
- 1938 Alexander Forbes
- 1939 Herbert John Fleure
- 1940 Carl Ortwin Sauer
- 1941 Julio Garzón Nieto
- 1943 Halford J. Mackinder
- 1948 Henri Baulig
- 1950 Laurence Dudley Stamp
- 1952 James Mann Wordie
- 1954 John Kirtland Wright
- 1956 Raoul Blanchard
- 1959 Richard Hartshorne
- 1961 Theodore Monod
- 1962 Osborn Maitland Miller
- 1963 Henry Clifford Darby
- 1964 Jean Gottmann
- 1965 William Skinner Cooper
- 1966 Torsten Hagerstrand
- 1967 Marston Bates
- 1968 O. H. K. Spate
- 1969 Paul Sears
- 1969 William O. Field
- 1971 Gilbert F. White
- 1973 Walter Sullivan
- 1974 Walter A. Wood
- 1978 Roman Drazniowsky
- 1985 Wolfgang Meckelein
- 1986 Donald W. Meinig
- 1991 Robert P. Sharp
- 1999 John R. Mather
- 2011 Mary Lynne Bird